# Caney City (Teksas)
Caney City je gradić u američkoj saveznoj državi Teksas. Prema popisu stanovništva iz 2010. u njemu je živjelo 217 stanovnika.